# Mujada
La mujada era una unitat de mesura agrària d'àrea d'origen romà ("modiata" en llatí, equivalent a 100 per 100 peus romans), usada -especialment pels pagesos- al Barcelonès, el Vallès, el Maresme i el Baix Llobregat. Es dividia en 2 quarteres, o 4 quartans, o 5 quintanes, o 16 mundines, o 64 picotins de sembradura. El seu valor era de 25 per 25 destres quadrats, equivalentment 45 per 45 canes quadrades, és a dir, 4.896,5 m². Per tant, la mujada equivalia a un quadrat de 90 passes de costat. Aquesta mesura reflecteix aproximadament la quantitat de terra que poden llaurar un parell de bous en un dia.